# Ярмолюк Єгор Романович
Єгор Романович Ярмолюк (нар. 1 березня 2004, Верхньодніпровськ, Україна) — український футболіст, атакувальний півзахисник англійського клубу «Брентфорд» і національної збірної України. Учасник молодіжного чемпіонату Європи 2025 у складі молодіжної збірної України.

## Клубна кар'єра
Вихованець молодіжної академії дніпровського «Дніпра». У ДЮФЛУ протягом півтора року зіграв 26 матчів, у яких відзначився 22-ма голами.
На початку травня 2019 року підписав 3-річний контракт з «Дніпром-1». У футболці першої команди «спортклубівців» дебютував 19 червня 2020 року в програному (0:2) виїзному поєдинку 27-го туру Прем'єр-ліги проти полтавської «Ворскли». Єгор вийшов на поле на 80-й хвилині, замінивши Ігоря Когута. Свій другий матч за «Дніпро-1» провів 19 липня 2020 року проти полтавської «Ворскли». Ярмолюк вийшов на поле в стартовому складі, завдяки чому станом на 21 липня 2020 року став наймолодшим футболістом основного складу серед польових гравців в історії чемпіонатів України серед клубів вищого дивізіону чемпіонату України. На момент виходу на футбольне поле Єгору виповнилося 16 років та 140 днів.
14 липня 2022 року був придбаний у «Дніпра-1» англійським «Брентфорд» за 1,5 мільйона доларів. 30 червня 2023 року англійський клуб продовжив контракт з Ярмолюком до літа 2028 року, а 29 травня 2025 року — ще раз, вже до 2031 року з опцією продовження на один рік.

21 жовтня 2023 року дебютував за «Брентфорд» в англійській Прем'єр-лізі, ставши наймолодшим з українців, які зіграли у цьому чемпіонаті.

## Кар'єра в збірній
Викликався до складу юнацької збірної України (U-16), у футболці якої дебютував 24 вересня 2019 року в нічийному (1:1) товариському матчі проти однолітків з Бельгії. Єгор вийшов на поле в стартовому складі, а на 41-й хвилині його замінив Антон Царенко. У складі команди U-16 провів 3 поєдинки.
Викликався до складу юнацької збірної України (U-19). Дебютував 12 жовтня 2021 року в нічийному (2:2) матчі проти однолітків з Польщі (відбір на Юнацький чемпіонат Європи з футболу (U-19)). Єгор вийшов на поле в стартовому складі. У доданий час першого тайму забив гол (з пенальті).
20 березня 2025 року Ярмолюк дебютував за збірну України у матчі проти збірної Бельгії (3:1), замінивши Олексія Сича на 62-й хвилині матчу.

## Досягнення

### Особисті
- Золотий талант України: 2023 (U19)[12], 2024 (U21)[13]

## Статистика

### Клубна статистика
Станом на 18 січня 2025 року
| Сезон                  | Команда                | Чемпіонат              | Чемпіонат | Чемпіонат | Національний кубок | Національний кубок | Національний кубок | Континентальні кубки | Континентальні кубки | Континентальні кубки | Інші змагання | Інші змагання | Інші змагання | Усього | Усього | Усього |
| Сезон                  | Команда                | Ліга                   | Ігор      | Голів     | Ліга               | Ігор               | Голів              | Ліга                 | Ігор                 | Голів                | Ліга          | Ігор          | Голів         | Ігор   | Голів  |        |
| ---------------------- | ---------------------- | ---------------------- | --------- | --------- | ------------------ | ------------------ | ------------------ | -------------------- | -------------------- | -------------------- | ------------- | ------------- | ------------- | ------ | ------ | ------ |
| 2019–20                | «Дніпро-1»             | УПЛ                    | 2         | 0         | КУ                 | 0                  | 0                  | —                    | —                    | —                    | —             | —             | —             | 2      | 0      |        |
| 2020–21                | «Дніпро-1»             | УПЛ                    | 9         | 0         | КУ                 | 1                  | 0                  | —                    | —                    | —                    | —             | —             | —             | 10     | 0      |        |
| 2021–22                | «Дніпро-1»             | УПЛ                    | 7         | 0         | КУ                 | 2                  | 1                  | —                    | —                    | —                    | —             | —             | —             | 9      | 1      |        |
| Всього за ««Дніпро-1»» | Всього за ««Дніпро-1»» | Всього за ««Дніпро-1»» | 18        | 0         | —                  | 3                  | 1                  | —                    | —                    | —                    | —             | —             | —             | 21     | 1      |        |
| 2022–23                | «Брентфорд»            | АПЛ                    | 0         | 0         | КА/КФЛ             | 0+1                | 0                  | —                    | —                    | —                    | —             | —             | —             | 1      | 0      |        |
| 2023–24                | «Брентфорд»            | АПЛ                    | 27        | 0         | КА/КФЛ             | 2+1                | 0                  | —                    | —                    | —                    | —             | —             | —             | 30     | 0      |        |
| 2024–25                | «Брентфорд»            | АПЛ                    | 17        | 0         | КА/КФЛ             | 1+3                | 0                  | —                    | —                    | —                    | —             | —             | —             | 21     | 0      |        |
| Всього за «Брентфорд»  | Всього за «Брентфорд»  | Всього за «Брентфорд»  | 44        | 0         | —                  | 8                  | 0                  | —                    | —                    | —                    | —             | —             | —             | 52     | 0      |        |
| Всього за кар'єру      | Всього за кар'єру      | Всього за кар'єру      | 62        | 0         | —                  | 11                 | 1                  | —                    | —                    | —                    | —             | —             | —             | 73     | 1      |        |

### Матчі за збірну
Станом на 23 березня 2025 року
| Дата       | Місто    | Господарі | Результат | Гості   | Турнір                              | Голи | Примітки |
| ---------- | -------- | --------- | --------- | ------- | ----------------------------------- | ---- | -------- |
| 20-03-2025 | Марбелья | Україна   | 3 – 1     | Бельгія | Ліга націй УЄФА 2024—2025 - плей-оф | -    | 62'      |
| 23-03-2025 | Генк     | Бельгія   | 3 – 0     | Україна | Ліга націй УЄФА 2024—2025 - плей-оф | -    |          |
| Усього     |          | Матчів    | 2         |         | Голів                               | 0    |          |